# Jean Baptiste Bory de Saint-Vincent
Jean Baptiste Bory de Saint-Vincent (ur. 6 lipca 1778 w Agen, zm. 22 grudnia 1846 w Paryżu) – francuski przyrodnik, oficer i polityk.

## Życiorys i praca naukowa
Od najmłodszych lat wykazywał szczególne zainteresowanie naukami przyrodniczymi. W latach 1791–1793 studiował medycynę i chirurgię. W 1798 roku dostał pracę jako przyrodnik na wyprawie kapitana Nicolasa Baudina do Australii, ale wysiadł z okrętu na wyspie Mauritius i pozostał tutaj do 1802 r. W tym czasie zbadał wyspy w pobliżu Afryki, zarówno na Atlantyku, jak i na Oceanie Indyjskim, w tym wyspę Reunion. Wyniki tych badań przedstawił w pracach Essai sur les îles fortunées et l'antique Atlantide, ou précis de l'histoire générale de l'archipel des Canaries (Paryż, 1803) i Voyage dans les quatres principales îles des mers d'Afrique, Ténériffe, Maurice, Bourbon et Sainte-Hélène (3 tomy, Paryż, 1804). 
Po powrocie do Francji jako kapitan dragonów armii francuskiej w 1808 r. brał udział w bitwie pod Ulm i bitwie pod Austerlitz, następnie służył w sztabie generalnym marszałka Soulta w Hiszpanii. Odznaczony został Orderem Legii Honorowej. Po powrocie Napoleona w 1815 r. służył w jego armii w randze pułkownika, w związku z czym zgodnie z dekretem o amnestii musiał na 6 lat wycofać się z Francji. Od 31 stycznia 1816 r. mieszkał w Akwizgranie, a następnie w Brukseli, gdzie wraz z Van Monsem w latach 1819–1821 opublikował 8-tomowe dzieło Annales de sciences physiques. W tym samym czasie po wizycie w kamieniołomach w pobliżu Maastricht napisał Voyage souterrain. Po powrocie do Francji w 1820 roku Bory dużo pisał w liberalnych czasopismach, a w 1829 roku stanął na czele naukowej wyprawy na Peloponez i Cyklady. Relację z niej sporządzono w 1832 r. w zbiorowej pracy Expédition scientifique de Morée. Dział botaniczny opracowywał de Bory.
Brał udział w tworzeniu Francuskiego Towarzystwa Entomologicznego. Wraz z L.A. Chaubardem opublikował Nouvelle flore du Péloponnèse et des Cyclades. W 1830 r., po śmierci J.B. Lamarcka został wybrany członkiem Akademii Francuskiej. W 1827 r. opublikował 2-tomowe dzieło L'homme, essai zoologique sur le genre humain. Pisał artykuły w wielu czasopismach naukowych. Wraz z E.G. Saint-Hilaire’em redagował 17-tomową pracę Dictionnaire classique de l'histoire naturelle. W 1839 r. został członkiem komisji naukowej wysłanej przez rząd do Algierii.
Opisał około 400 nowych gatunków i utworzył 425 taksonów. W naukowych nazwach utworzonych przez niego taksonów dodawany jest skrót jego nazwiska Bory.